# 衞煥南
衞煥南（英語：Wai Woon-nam），香港民主派人士，民協成員，前香港深水埗區議會南昌西選區議員。

## 政治生涯
自1994年區議會選舉起，衞煥南就在南昌西選區當選區議員，至今未曾落敗。
2019年11月24日，衞煥南第七度參與區議會選舉，在深水埗南昌西選區參選。結果以3,573票，以逾千票差距，大勝僅得到2,074票的西九新動力夏泳迦，成功連任。